# Klevan
Klevan (ucraniano: Кле́вань; polaco: Klewań) es un asentamiento de tipo urbano de Ucrania perteneciente al raión de Rivne en la óblast de Rivne.
En 2017, el asentamiento tenía una población de 7729 habitantes. Desde 2017 es sede de un municipio con una población total de unos once mil seiscientos habitantes, que incluye como pedanías el asentamiento de tipo urbano de Órzhiv y cuatro pueblos: Zhóbryn, Mochulky, Ruda-Krasna y Úhlyshche.
Se ubica unos 20 km al noroeste de Rivne, sobre la carretera H22 que lleva a Lutsk.
El asentamiento es conocido por albergar en sus afueras una vía ferroviaria cubierta de árboles, conocida como el Túnel del Amor.

## Historia
Se conoce la existencia del pueblo en documentos desde el siglo XII, cuando era conocido como "Kolyvan" (Коливань). Aparece en documentos con su topónimo actual en 1458, cuando pertenecía a la familia noble Czartoryski, que entre 1475 y 1561 construyó aquí un notable castillo. En los siglos XVI y XVII, el castillo fue continuamente atacado por tártaros y cosacos. Para reparar los daños provocados por la rebelión de Jmelnitski, en 1654 se otorgó a la localidad el Derecho de Magdeburgo. Aunque en la partición de 1772 se acordó inicialmente que el área pasaría a formar parte del Imperio Habsburgo, finalmente acabó en el Imperio ruso en la partición de 1793. Desde 1632, la localidad albergó un colegio de la Compañía de Jesús, que pasó a ser un instituto laico polaco tras las Particiones; el centro cerró definitivamente en 1831, en el marco de las represalias rusas contra el Levantamiento de Noviembre.
A lo largo del siglo XIX, el castillo acabó en ruinas. En 1871, la familia noble Czartoryski vendió las tierras al realengo ruso. Durante la Segunda República Polaca, era una localidad habitada a partes iguales por judíos, polacos y ucranianos. En 1939 se integró en la RSS de Ucrania, que desde 1940 clasificó a la localidad como capital distrital (estatus que perdió en 1962) y asentamiento de tipo urbano. En 1941-1942, los invasores alemanes quemaron la sinagoga y asesinaron a casi todos los judíos de Klevan. En 1943, para prevenir ataques contra los polacos, se formó una patrulla polaca que combatió aquí contra el Ejército Insurgente Ucraniano. En 1945-1947, en el contexto de la Operación Vístula, los polacos que quedaban en Klevan emigraron a las nuevas fronteras polacas, mientras que la localidad pasó a estar casi exclusivamente habitada por ucranianos.